# Gesias Calvancante
 (septembre 2017).
Gesias Calvancanti Souza (né le 6 juillet 1983) est un combattant brésilien en combat libre. 